# Anna Hallberg
Anna Hallberg, född 7 januari 1975 i Härnösand, är en svensk poet och litteraturkritiker. För diktsamlingen På era platser tilldelades hon Aftonbladets litteraturpris 2004. Colosseum, Kolosseum (2010) nominerades till Nordiska rådets litteraturpris 2011.
Hon är gift med författaren Jörgen Gassilewski och tillsammans har de två barn.

## Priser och utmärkelser
- 2001 – Partille Bokhandels författarstipendium
- 2004 – Aftonbladets litteraturpris
- 2005 – Albert Bonniers stipendiefond för yngre och nyare författare
- 2012 – De Nios Vinterpris
- 2013 – Kallebergerstipendiet
- 2017 – Lydia och Herman Erikssons stipendium